# Gehegewild
Als Gehegewild oder Gatterwild (auch Landwirtschaftliche Wildhaltung) bezeichnet man Wildtiere bzw. Wild, das in der Obhut von Menschen in Gehegen gehalten wird. Die fachliche Zuordnung und Definition unterscheidet sich stark.

## Definitionen
- Deutschland: Wildklauentiere (Paarhufer), die in Gehegen zum Zwecke der Gewinnung von Fleisch für den menschlichen Verzehr gehalten werden, gelten im Sinne des Lebensmittel- und Tierseuchenrechts als Vieh und nicht als Wild.[2]

## Tiere
Zum Gatterwild gehören:
- Kamele
- Amerikanischer Bison
- Zucht-Schalenwild der Gattung Paarhufer: Rotwild, Damwild, Muffelwild, Sikawild, Wapiti
- Wildschwein

Außerhalb Europas werden auch andere Arten als Gehegewild wirtschaftlich genutzt. Das Fleisch von Springbock und Känguru zählt zu den Exotischen Fleischarten. Dazu wird auch das Fleisch von Bison und Kamelen gezählt.
Als Farmwild bezeichnet man im lebensmittelrechtlichen Sinn Zuchtlaufvögel (Strauß, Emu) und nicht als Haustiere gehaltene Huftiere.
Die Haltung von Wildgeflügel (Fasan, Rebhuhn, Wachtel, Perlhuhn) gehört nicht zum Gehegewild, sondern der Geflügelhaltung. Ebenso gehört die Haltung von Wildtieren zur Gewinnung von Pelzen und Fellen nicht zum Gehegewild.

## Wildbret
Das Wildbret, Fleisch, von Gehegewild ist fettreicher und unterscheidet sich geschmacklich von dem wildlebender Tiere.